# Charlotte Amalie av Danmark
Charlotte Amalie av Danmark, född 6 oktober 1706, död 28 oktober 1782, var en dansk prinsessa, dotter till kung Fredrik IV av Danmark och Louise av Mecklenburg-Güstrow.

## Biografi
Charlotte Amalie gifte sig aldrig utan levde hela sitt liv i Danmark, där hon deltog i hovlivet fram till år 1771, då hon fick befallning att lämna hovet. Efter detta levde hon med änkedrottning Juliana Maria. Till skillnad från sin bror hade hon ett gott förhållande till sin styvmor Anna Sophie Reventlow och försökte förhindra den värsta fientligheten mot denna vid hovet. 
Hon lät bygga om en tidigare byggnad till Charlottenlund Slot, som fick sitt namn efter henne och där hon tillbringade somrarna. 
Hon gynnade författaren Charlotte Baden. Vid sin död avsatte hon en fond till understöd för fattiga flickor ur alla samhällsklasser.